# Acutisoma proximum
Acutisoma proximum is een hooiwagen uit de familie Gonyleptidae. De wetenschappelijke naam van Acutisoma proximum gaat terug op Mello-Leitão.